# 彰化基督教醫院
彰化基督教醫療財團法人彰化基督教醫院（簡稱彰化基督教醫院、彰基）是位於中華民國的基督教綜合醫院，屬台灣基督長老教會。1896年由英格蘭長老教會創立，2013年4月3日成立彰化基督教醫療財團法人，彰基是彰化縣唯一的醫學中心。彰化基督教醫療財團法人體系下有7家所屬醫院（另有2院區與1兒童醫院）、1家所屬產後護理之家、3家所屬護理之家。

## 歷史

### 大事記
- 1896年11月29日，梅鑑霧（Rev. Campbell Moody）牧師及蘭大衛醫師在彰化廳線東堡（今彰化市永樂街與中華路口處）成立診所，隸屬英格蘭長老教會海外宣道會（Foreign Missions Committee of the Presbyterian Church of England）。
- 1907年10月19日，新建醫館完工（今中華路院區[1]），命名為「英立彰化基督教醫院」。[2][3]
- 1922-1941年，醫館內成立御下賜金記念病室。
- 1937年3月，英國基督長老教會將醫院贈與台灣基督長老教會南部大會，名稱變為「彰化基督教醫院」。
- 1967年，建立醫院院徽。
- 1980年12月1日，接辦二林基督教醫院，更名為「彰化基督教醫院二林分院」。
- 1986年6月1日，南郭總院第一期建築落成啟用。
- 1992年11月28日，南郭總院第二期大樓啟用。
- 1996年11月29日，創院百年並更名為「財團法人彰化基督教醫院」。
- 1997年7月1日，由區域醫院生升級準醫學中心。
- 1998年1月10日，南郭總院第三期大樓啟用。
- 1998年，成立彰基院史文物館。
- 2000年5月8日，行政院衛生署評鑑為醫學中心。
- 2001年8月，受台灣基督長老教會委託，經營長榮管理學院（隔年升格為長榮大學）。
- 2001年8月，與鹿港鎮百川醫院簽訂二年醫療合作合約。
- 2002年4月1日，與鹿港百川醫院合作經營，醫務、行政正式進駐。
- 2002年10月，南郭總院第四期教學研究大樓啟用。
- 2003年，與員生、南雲醫院簽約合作，彰基醫療體系成型。
- 2004年，總院為醫學中心暨甲級教學醫院。二林分院為教學醫院。總院第六期兒童大樓啟用。
- 2004年5月4日，正式接辦鹿港百川醫院，更名為「鹿基醫院」。
- 2004年9月30日，南雲醫院改名為「南基醫院」舉行感恩禮拜。
- 2005年6月20日，彰化衛生局醫審會審議通過彰基鹿東分院計畫展延案及鹿基醫院變更為彰基鹿港分院案。
- 2006年9月1日，鹿基醫院通過衛生署許可變更為「財團法人彰化基督教醫院鹿基分院」。
- 2008年6月30日，與佑民綜合醫院簽約合作。
- 2008年10月6日，設立「彰化基督教醫院鹿東分院」。
- 2009年3月30日，慈愛綜合醫院正式變更為「彰化基督教醫院雲林分院」。
- 2010年7月30日，本院與台東基督教醫院締結「醫療策略聯盟合作醫院」。
- 2011年2月1日，與道周醫院締結「醫療策略聯盟合作醫院」。
- 2011年9月，南郭總院經100年度醫院評鑑及教學醫院評鑑第一次評定為「醫院評鑑醫學中心等級優等」「醫師及醫事人員類醫學中心等級教學醫院評鑑合格」。
- 2011年11月19日，成立「彰化國際文史園區」。
- 2011年12月20日，中華路院區成立彰基創史館。
- 2012年10月1日 ，與埔里基督教醫院締結「醫療宣教策略聯盟合作醫院」。
- 2013年4月3日，彰化基督教醫療財團法人成立，其下醫院體系全銜陸續改為彰化基督教醫療財團法人彰化基督教醫院、彰化基督教醫療財團法人二林基督教醫院、彰化基督教醫療財團法人鹿港基督教醫院、彰化基督教醫療財團法人鹿東基督教醫院、彰化基督教醫療財團法人雲林基督教醫院。
- 2013年10月29日 ，華仁愛產後護理之家開幕感恩禮拜。
- 2014年1月11日，南郭總院福懋大樓啟用感恩禮拜。
- 2015年2月28日，兒童醫院成立暨揭幕感恩禮拜。
- 2015年7月6日，「彰化基督教醫療財團法人員林基督教醫院」正式開業。
- 2016年6月1日，與輔英科技大學附設醫院締結「醫療策略聯盟合作醫院」。
- 2016年8月31日，員生醫院與彰基終止合作關係。
- 2017年3月1日，與漢銘醫院簽約合作，成為彰基醫療合作醫院。
- 2017年10月3日，與恆春基督教醫院締結「醫療策略聯盟合作醫院」。
- 2017年10月28日，雲林基督教醫院雅各大樓開幕感恩禮拜。
- 2018年1月1日，鹿東基督教醫院併入鹿港基督教醫院，成為鹿港基督教醫院長青院區。
- 2019年9月1日，漢銘醫院正式由彰基醫院接辦，轉制為「彰化基督教醫療財團法人漢銘基督教醫院」。
- 2019年10月1日，南基醫院正式由彰基醫院接辦，轉制為「彰化基督教醫療財團法人南投基督教醫院」。
- 2020年2月20日，彰化縣政府核准總院院史文物館成為彰化縣私立博物館，更名為彰基文史博物館。
- 2020年7月1日，與佑民綜合醫院終止合作關係。
- 2020年7月3日，鹿港基督教醫院加路醫療大樓完工啟用。
- 2020年12月28日舉辦八期「磐石停車場」啟用感恩禮拜，員工車輛改停磐石停車場，釋出總院停車空間供患者及家屬使用，讓就醫民眾更加安全與便利。
- 2021年1月4日，鹿港基督教醫院門診大樓完工啟用。

### 歷任院長
1. 蘭大衛：1896年－1936年
2. 李約翰：1936年
3. 甘饒理：1936年－1937年
4. 陳宗惠：1937年－1938年
5. 蘇振輝：1938年－1939年（代理）
6. 林朝乾：1939年－1941年
7. 阮德茂：1941年－1951年
8. 楊毓奇：1951年－1953年
9. 蘭大弼：1954年－1980年
10. 吳震春：1980年－1989年
11. 蔡陽昆：1989年－1990年（代理）
12. 黃昭聲：1990年－2005年1月1日
13. 魏志濤：2005年1月1日－2008年1月1日
14. 郭守仁：2008年1月1日－2018年1月1日
15. 陳穆寬：2018年1月1日－現任

## 彰基醫療體系

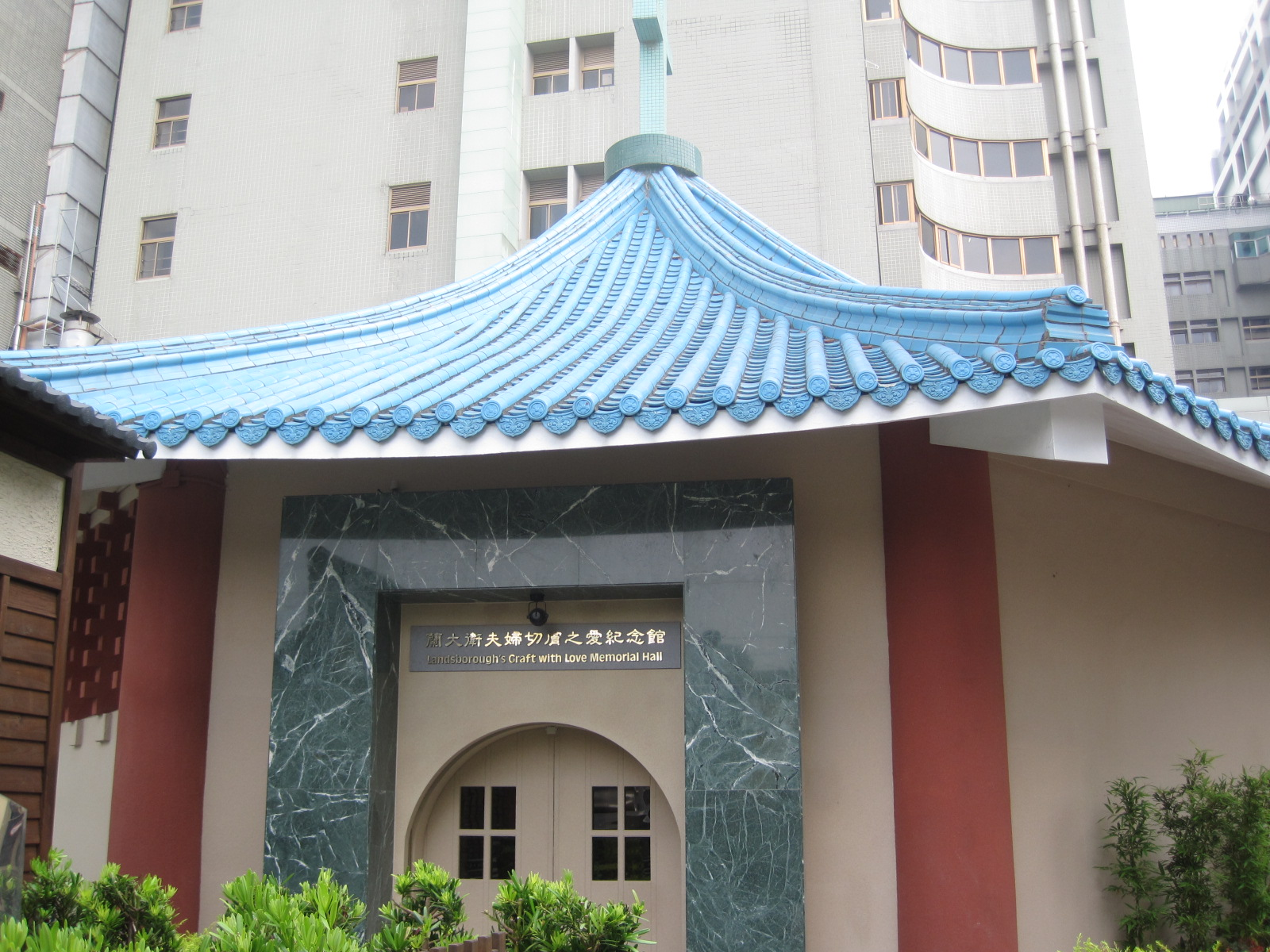
位在彰化基督教醫院的蘭大衛夫婦切膚之愛紀念館
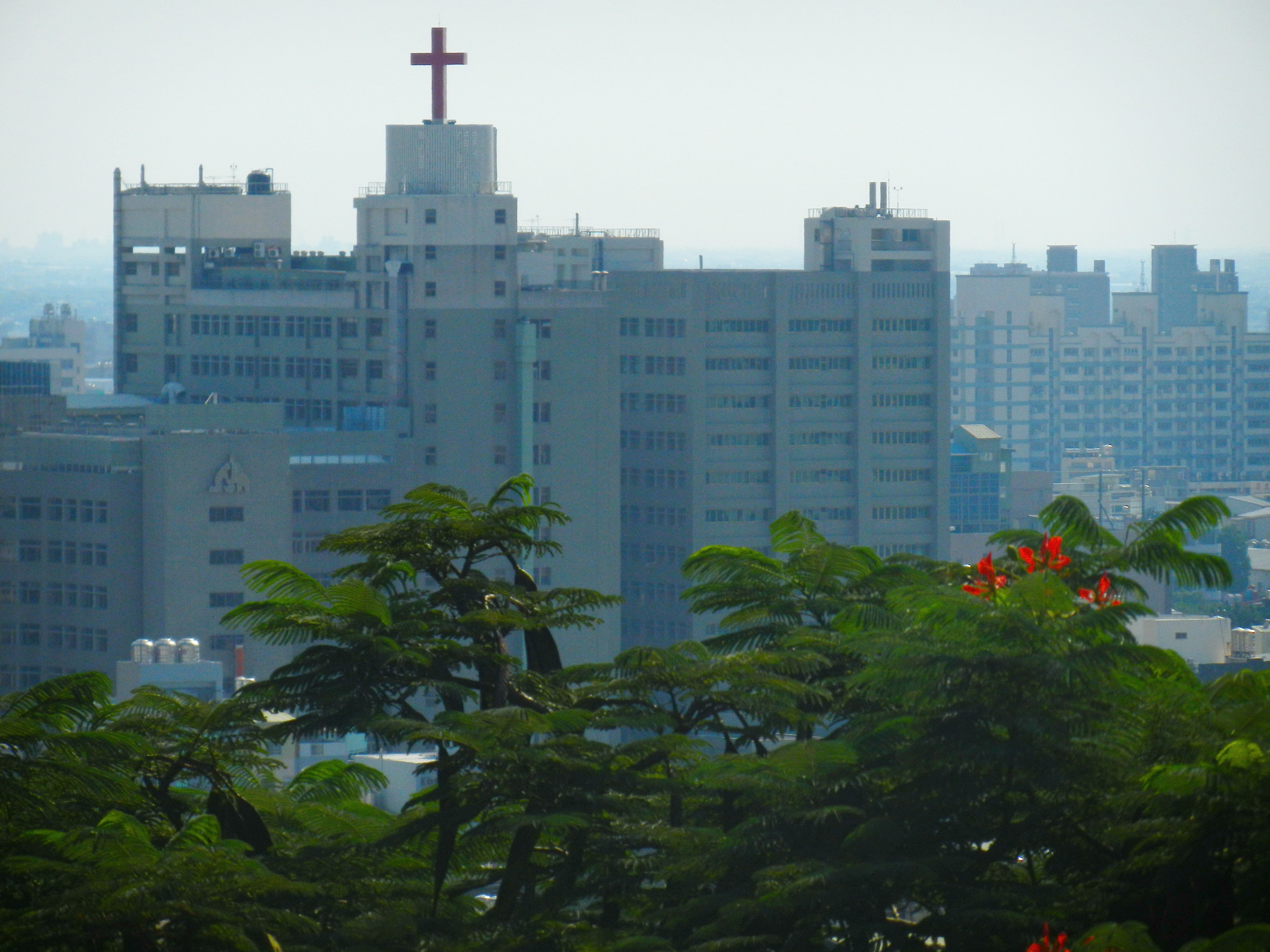
彰化基督教醫院
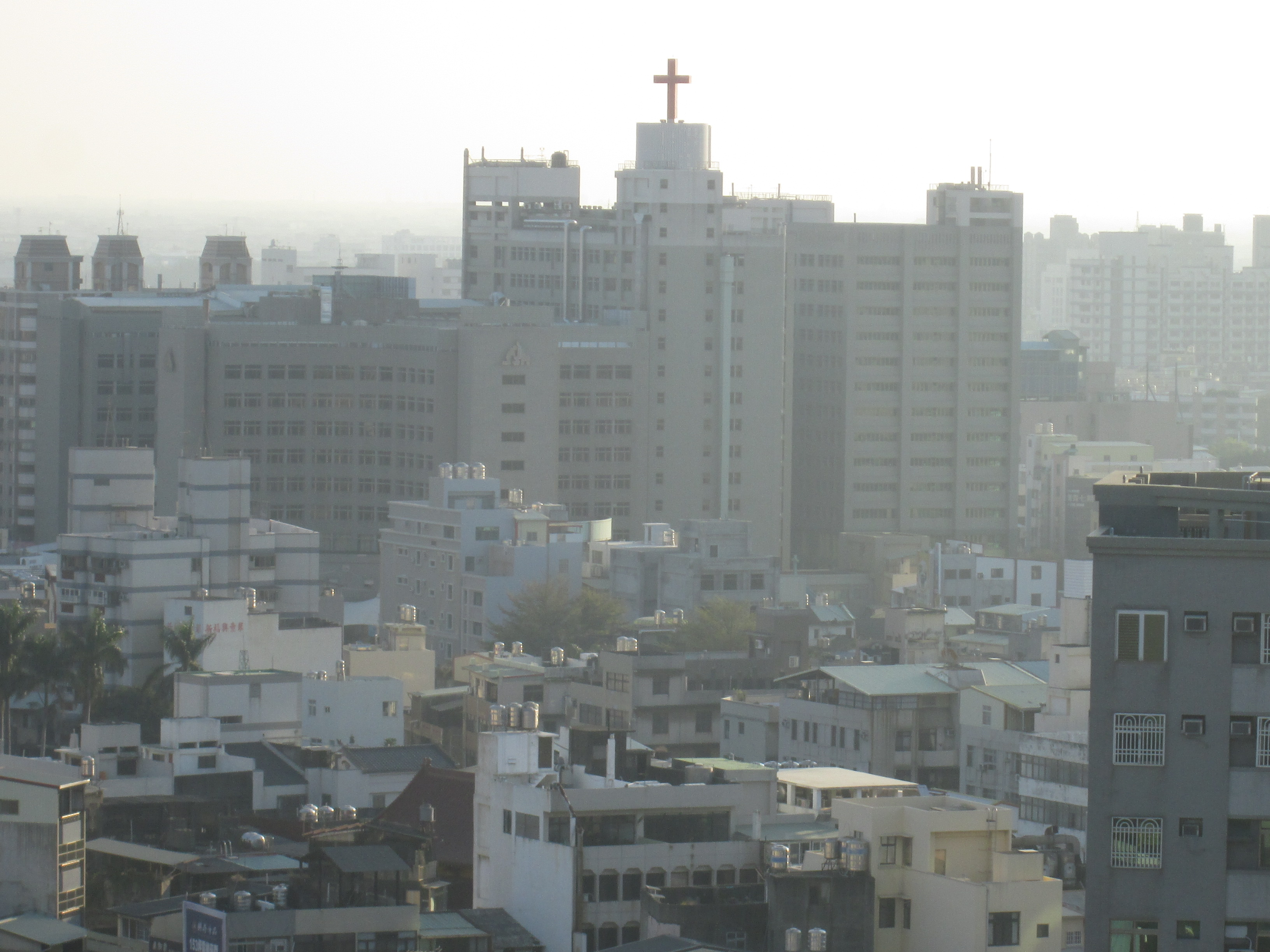
彰化基督教醫院
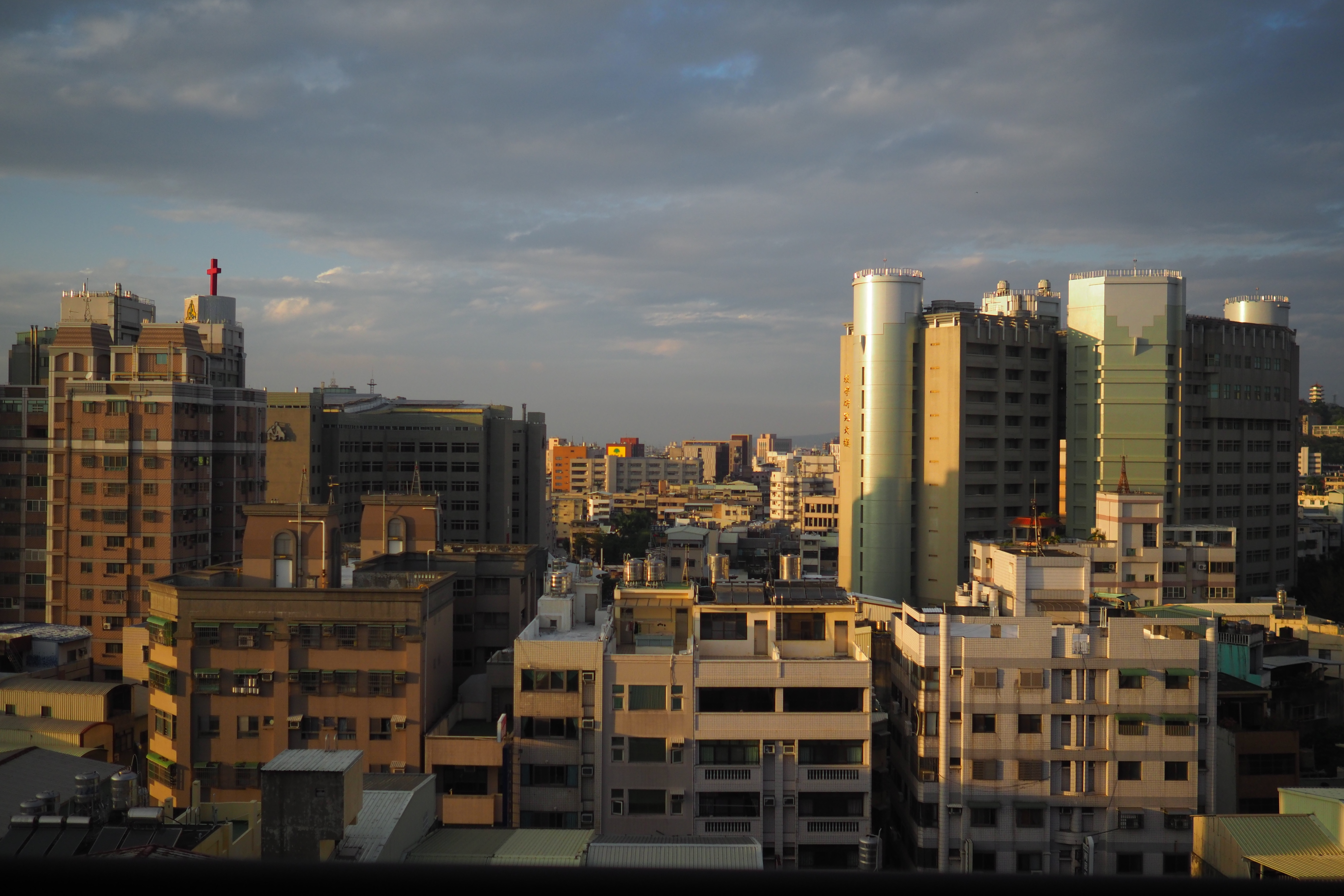
彰化基督教醫院

彰化基督教醫院為彰化縣唯一一家醫學中心，並經營二林基督教醫院、鹿港基督教醫院、漢銘基督教醫院、員林基督教醫院，在大彰化地區深根建造，提供民眾可近性醫療服務。此外，有感雲林縣、南投縣地區醫療資源缺乏，因此接辦雲林基督教醫院與南投基督教醫院，希望能提供南投、雲林地區民眾醫學中心級的醫療服務。彰化基督教醫院在彰化縣、南投市、雲林縣架構完整的醫療網絡，成為中台灣最大的醫療體系。

### 所屬各醫療機構
- 彰化基督教醫院(南郭總院)：彰化縣彰化市南校街135號
  - 中華路院區：彰化縣彰化市中華路176號
- 彰化基督教兒童醫院：彰化縣彰化市光南里13鄰旭光路320號
- 二林基督教醫院：彰化縣二林鎮大成路一段558號
- 鹿港基督教醫院：彰化縣鹿港鎮中正路480號
  - 長青院區：彰化縣鹿港鎮鹿東路二段888號
- 員林基督教醫院：彰化縣員林市莒光路456號
- 漢銘基督教醫院：彰化縣彰化市中山路一段366號
- 雲林基督教醫院：雲林縣西螺鎮新豐里新社321-90號
- 南投基督教醫院：南投縣南投市中興路870號

### 學術合作機構
- 中山醫學大學
- 國立中興大學
- 東海大學
- 國防醫學院
- 中央研究院生物醫學研究所

### 策略聯盟醫療機構
- 東基醫療財團法人台東基督教醫院，2010年8月起合作至今。
- 道周醫療社團法人道周醫院，2011年2月起合作至今。
- 埔基醫療財團法人埔里基督教醫院，2012年10月起合作至今。
- 輔英科技大學附設醫院，2016年7月起合作至今。
- 恆基醫療財團法人恆春基督教醫院，2017年8月起合作至今。

## 外部連結
- 官方网站
- 彰化基督教醫院 （页面存档备份，存于）
- 彰化基督教兒童醫院 （页面存档备份，存于）
- 二林基督教醫院 （页面存档备份，存于）
- 鹿港基督教醫院 （页面存档备份，存于）
- 雲林基督教醫院 （页面存档备份，存于）
- 南投基督教醫院 （页面存档备份，存于）
- 員林基督教醫院 （页面存档备份，存于）
- 漢銘基督教醫院 （页面存档备份，存于）